# Pfarrkirche St. Dionysen-Oberaich

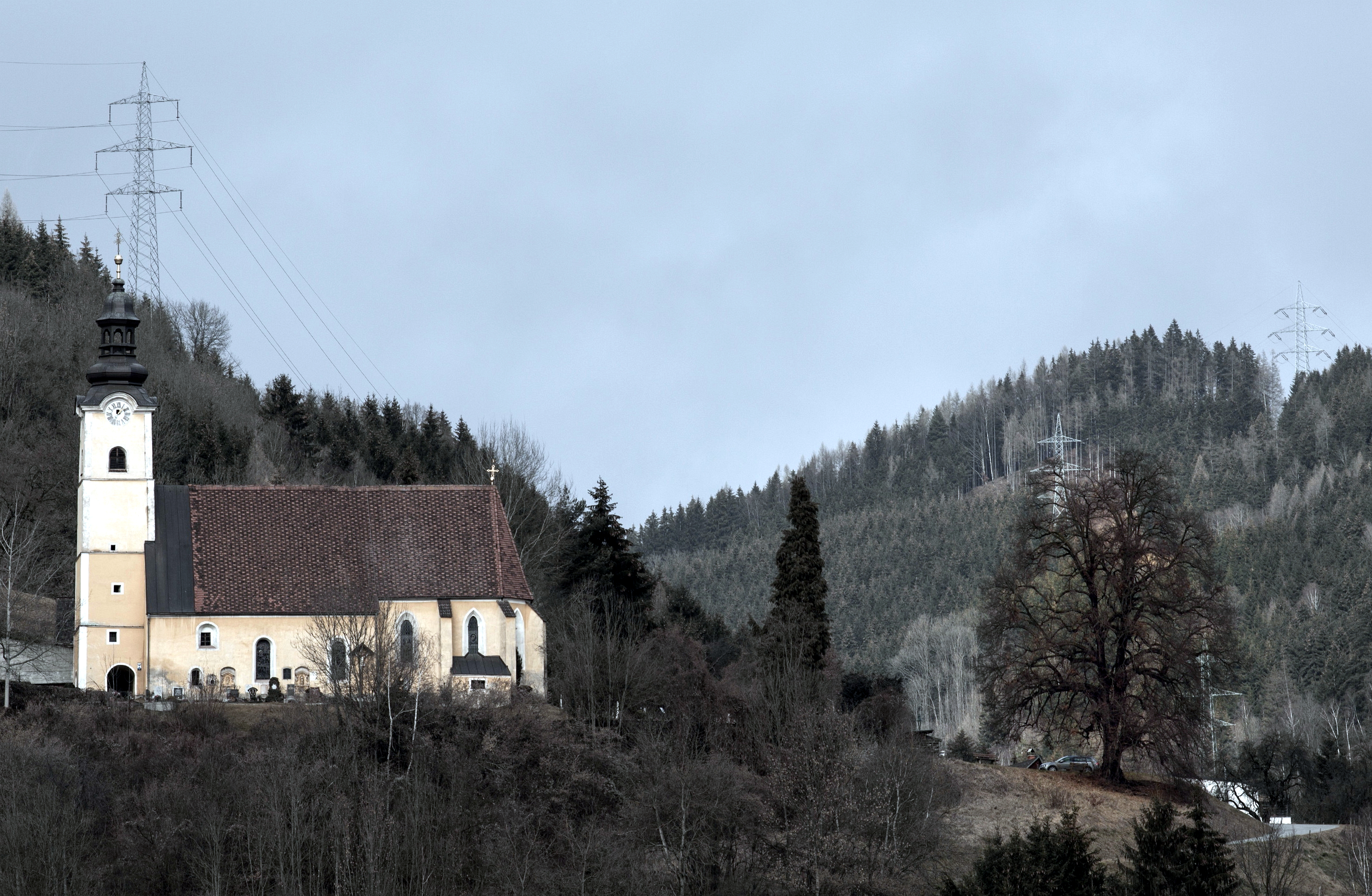
Katholische Pfarrkirche hl. Dionysius in Sankt Dionysen in Bruck an der Mur

Die Pfarrkirche St. Dionysen-Oberaich steht in erhöhter Lage in Sankt Dionysen in der Stadtgemeinde Bruck an der Mur im Bezirk Bruck-Mürzzuschlag in der Steiermark. Die dem Patrozinium hl. Dionysius unterstellte römisch-katholische Pfarrkirche gehört zum Dekanat Bruck an der Mur (Seelsorgeraum Bruck an der Mur) in der Diözese Graz-Seckau. Die Kirche und der Friedhof stehen unter Denkmalschutz (Listeneintrag).

## Geschichte
Die Kirche wurde 1144 als Eigenkirche der Hochfreien von Gutenberg genannt und 1188 dem Stift Göß übertragen.
Die im Kern romanische Kirche wurde gotisch erneuert. 1947/1950 und 1972/1974 waren Restaurierungen.

## Architektur
Das Kirchenäußere zeigt Strebepfeiler. Der viergeschoßige Westturm hat eine zweiseitig offene Turmhalle und trägt eine Zwiebel mit Laterne. Das Westportal ist rundbogig und hat eine Türe mit Beschlägen. An der äußeren Ostwand des Chores befand sich die Malerei hl. Dionysius um 1400, die Malerei wurde 1969 abgenommen und nach innen transferiert.
Das im Kern romanische Langhaus zeigt in der Südwand drei romanische Fenster, Balkenköpfe der romanischen Flachdecke sind im Dachboden sichtbar, in der zweiten Hälfte des 15. Jahrhunderts wurde ein schweres spätgotisches Netzrippengewölbe eingezogen, wodurch das Langhaus niedrig und gedrückt wirkt. Die dreiachsige gotische Westempore steht auf Achteckpfeilern, das Emporengewölbe wurde entfernt und erhielt eine Holzdecke. Der barockisierte Fronbogen ist rundbogig. Der eingezogene gotische zweijochige Chor aus dem 14. Jahrhundert hat einen Dreiachtelschluss und eine flache Spiegeldecke auf Gurten. Das gotische spitzbogige Sakristeiportal hat eine Eisentür mit Beschlägen. Die Sakristei nördlich am Chor hat ein gotisches Gewölbe, von der Sakristei führt ein Gang zum Pfarrhof.
Die Wandmalereien schuf im Chor mit acht Felder schuf Joseph Adam von Mölk 1783. Die darunterliegenden gotischen Fresken aus dem 14. Jahrhundert und um 1440 und aus der zweiten Hälfte des 16. Jahrhunderts wurden 1947/1950 aufgedeckt, sie zeigen einen Dionysius-Zyklus, die Kindheit Jesu und Marienleben sowie Heilige. An der Südwand zeigen sich Fragmente der Heiligen Christophorus und Georg oder Martin, freigelegt 1974. Die Glasmalereien in den Chorfenstern nennt Ed. Stuhl aus Graz 1906, die Langhausfenster schuf Geyling aus Wien 1944.

## Ausstattung
Der Hochaltar mit einem freistehenden Tabernakel sowie die Seitenaltäre entstanden um 1783, das Hochaltarbild schuf Joseph Adam von Mölk 1783. Das Fastenbild Christus am Kreuz sowie weitere deponierte Wechselbilder Weihnacht, Auferstehung, Pfingstfest, Abendmahl schuf ebenfalls Mölk.
Die Kanzel entstand in der Werkstatt des Bildhauers Matthäus Krenauer um 1735.
Ein frühgotischer elfseitiger Taufstein zeigt mit Ritzornament Rosetten und Lilien. 
Eine Glocke nennt 1507.

## Grabdenkmäler
- Außen gibt es einen figuralen Römerstein.
- Zwei Grabsteine aus der ersten Hälfte des 18. Jahrhunderts zeigen mit Relief die Heiligen Josef und Maria.

## Pfarrhof
Der Pfarrhof ist ein im Kern gotischer Zweiflügelbau, er zeigt über der Einfahrt eine Bauinschrift des Pfarrers Johannes Ernst mit Wappen 1516. Im Hof gibt es einen Renaissance-Laubengang und drei Römersteine mit Inschriften.